# Prix Donner
Le prix Donner est un prix décerné chaque année par la Fondation canadienne Donner à des auteurs pour des livres considérés comme excellents en matière de rédaction de politiques publiques canadiennes. Cette distinction a été créée en 1998  et vise à faire valoir un échange ouvert d'idées, ainsi qu'à fournir un tremplin aux auteurs et aux auteures qui peuvent apporter une contribution originale et importante au discours politique. La Fondation canadienne Donner a également créé le prix pour honorer et promouvoir les meilleures réflexions, écrits et recherches sur les politiques publiques canadiennes, ainsi que le rôle qu'elles jouent au niveau du bien-être des Canadiens et du succès du Canada dans son ensemble.
Le grand prix est de 50 000 $ et les finalistes présélectionnés reçoivent 7 500 $ chacun. 
Les candidatures sont soumises par les éditeurs et sélectionnées par un jury de cinq personnes dont les membres sont tirés d'acteurs importants de la société canadienne tel que des professeurs, des gens d'affaire, des politiciens, etc. 
Chaque année, le comité de sélection annonce une liste restreinte en avril. Les gagnants et les finalistes sont annoncés lors d'un banquet de remise des prix en avril ou en mai.

## Admissibilité
Les critères généraux pour l'admissibilité d'un livre au Prix Donner sont les suivants: 
- Le livre doit être publié en anglais ou en français entre le 1er janvier et le 31 décembre de l’année de la remise des prix ;

- La candidature doit être déposée avant le 30 novembre de l'année de la remise des prix ;

- Le livre doit être écrit par un ou plusieurs citoyens canadiens ;

- Le livre ne peut pas être une publication à titre posthume.

## Gagnants et nommés
| Année | Auteurs                                                               | Titre | Ref   |
| ----- | --------------------------------------------------------------------- | --- | ----- |
| 1998  | Thomas Courchene, Colin Termer                                        | From Heartland to North American Region-State: The Social, Fiscal, and Federal Evolution of Ontario             |       |
| 1998  | Sidney L. Harring                                                     | White Man's Law: Native People in Nineteenth Century Canadian Jurisprudence                                     |       |
| 1998  | Michael Harris                                                        | Lament for an Ocean: The Collapse of the Atlantic Cod Fishery                                                   |       |
| 1998  | Mark Holmes                                                           | The Reformation of Canada's Schools                                                                             |       |
| 1998  | C. Michael MacMillan                                                  | The Practice of Language Rights in Canada                                                                       |       |
| 1998  | Bob Rae                                                               | The Three Questions: Prosperity and the Public Good                                                             |       |
| 1998  | William Watson                                                        | Globalization and the Meaning of Canadian Life                                                                  |       |
| 1998  | Jeremy Wilson                                                         | Talk and Log: Wilderness Politics in British Columbia                                                           |       |
| 1999  | David Gratzer                                                         | Code Blue: Reviving Canada's Health Care System                                                                 |       |
| 1999  | Stéphane Dion                                                         | Straight Talk: Speeches and Writings on Canadian Unity                                                          |       |
| 1999  | Matthew Fraser                                                        | Free-for-All: The Struggle for Dominance on the Digital Frontier                                                |       |
| 1999  | David Paciocco                                                        | Getting Away With Murder: The Canadian Criminal Justice System                                                  |       |
| 1999  | Kent Roach                                                            | Due Process and Victims' Rights: The New Law and Politics of Criminal Justice                                   |       |
| 1999  | Jocelyne Saint-Arnaud                                                 | Enjeux éthiques et technologies biomedicales                                                                    |       |
| 1999  | Donald J. Savoie                                                      | Governing from the Centre: The Concentration of Power in Canadian Politics                                      |       |
| 2000  | Tom Flanagan                                                          | First Nation? Second Thoughts                                                                                   |       |
| 2000  | Alan C. Cairns                                                        | Citizens Plus: Aboriginal Peoples and the Canadian State                                                        |       |
| 2000  | David R. Cameron, Graham White                                        | Cycling Into Saigon: The Conservative Transition in Ontario                                                     |       |
| 2000  | Ken Coates                                                            | The Marshall Decision and Native Rights                                                                         |       |
| 2000  | Daniel Madar                                                          | Heavy Traffic: Deregulation, Trade, and Transformation in North American Trucking                               |       |
| 2000  | Fred McMahon                                                          | Retreat from Growth                                                                                             |       |
| 2000  | F.L. Morton, Rainer Knopff                                            | The Charter Revolution and the Court Party                                                                      |       |
| 2001  | Marie McAndrew                                                        | Immigration et diversité a l'école: le débat québécois dans une perspective comparative                         |       |
| 2001  | Geoffrey Hale                                                         | The Politics of Taxation in Canada                                                                              |       |
| 2001  | Jack M. Mintz                                                         | Most Favoured Nation: Building a Framework for Smart Economic Policy                                            |       |
| 2001  | Stan Persky, John Dixon                                               | On Kiddie Porn: Sexual Representation, Free Speech and the Robin Sharpe Case                                    |       |
| 2001  | Kent Roach                                                            | The Supreme Court on Trial: Judicial Activism or Democratic Dialogue                                            |       |
| 2001  | Donald J. Savoie                                                      | Pulling Against Gravity: Economic Development in New Brunswick During the McKenna Years'                        |       |
| 2001  | Jeffrey Simpson                                                       | The Friendly Dictatorship                                                                                       |       |
| 2002  | John F. Helliwell                                                     | Globalization and Well-Being                                                                                    |       |
| 2002  | Elizabeth Brubaker                                                    | Liquid Assets: Privatizing and Regulating Canada's Water Utilities                                              |       |
| 2002  | Christopher Essex, Ross McKitrick                                     | Taken by Storm: The Troubled Science, Policy and Politics of Global Warming                                     |       |
| 2002  | Michael Hart                                                          | A Trading Nation: Canadian Trade Policy from Colonialism to Globalization                                       |       |
| 2002  | Mark Jaccard, John Nyboer, Bryn Sadownik                              | The Cost of Climate Policy                                                                                      |       |
| 2002  | Michael Jackson                                                       | Justice Behind the Walls: Human Rights in Canadian Prisons                                                      |       |
| 2002  | Daniel Stoffman                                                       | Who Gets In: What's Wrong With Canada's Immigration Program and How to Fix It                                   |       |
| 2003  | Michael Adams                                                         | Fire and Ice: The United States, Canada, and the Myth of Converging Values                                      |       |
| 2003  | Lydia Miljan, Barry Cooper                                            | Hidden Agendas: How Journalists Influence the News                                                              |       |
| 2003  | Eric Montpetit                                                        | Misplaced Distrust: Policy Networks and the Environment in France, the United States and Canada                 |       |
| 2003  | David E. Smith                                                        | The Canadian Senate in Bicameral Perspective                                                                    |       |
| 2004  | David Laidler, William Robson                                         | Two Percent Target: Canadian Monetary Policy Since 1991                                                         |       |
| 2004  | Peter S. Grant, Chris Wood                                            | Blockbusters and Trade Wars: Popular Culture in a Globalized World                                              |       |
| 2004  | Frank P. Harvey                                                       | Smoke & Mirrors: Globalized Terrorism and the Illusion of Multilateral Security                                 |       |
| 2004  | Christopher P. Manfredi                                               | Feminist Activism in the Supreme Court: Legal Mobilization and the Women's Legal Education and Action Fund      |       |
| 2004  | L.W. Summer                                                           | The Hateful and the Obscene: Studies in the Limits of Free Expression                                           |       |
| 2005  | Mark Jaccard                                                          | Sustainable Fossil Fuels: The Unusual Suspect in the Quest for Clean and Enduring Energy                        |       |
| 2005  | Ronald J. Daniels, Michael J. Trebilcock                              | Rethinking the Welfare State: The Prospects for Government by Voucher                                           |       |
| 2005  | John Ibbitson                                                         | The Polite Revolution: Perfecting the Canadian Dream                                                            |       |
| 2005  | David Johnson                                                         | Signposts of Success: Interpreting Ontario's Elementary School Test Scores                                      |       |
| 2005  | James B. Kelly                                                        | Governing with the Charter                                                                                      |       |
| 2006  | Eric Helleiner                                                        | Towards North American Monetary Union? The Politics and History of Canada's Exchange Rate Regime                |       |
| 2006  | Roy Rempel                                                            | Dreamland: How Canada's Pretend Foreign Policy Has Undermined Sovereignty                                       |       |
| 2006  | Donald J. Savoie                                                      | Visiting Grandchildren: Economic Development in the Maritimes                                                   |       |
| 2007  | David E. Smith                                                        | The People's House of Commons: Theories of Democracy in Contention                                              |       |
| 2007  | Rodrigo Bascunan, Christian Pearce                                    | Enter the Babylon System: Unpacking Gun Culture From Samuel Colt to 50 Cent                                     |       |
| 2007  | Michael C. Chettleburgh                                               | Young Thugs: Inside the Dangerous World of Canadian Street Gangs                                                |       |
| 2007  | Robert L. Evans                                                       | Fuelling Our Future: An Introduction to Sustainable Energy                                                      |       |
| 2007  | Janice Gross Stein, Eugene Lang                                       | The Unexpected War: Canada in Kandahar                                                                          |       |
| 2008  | Ken Coates, P. Whitney Lackenbauer, William R. Morrison, Greg Poelzer | Arctic Front: Defending Canada in the Far North                                                                 |       |
| 2008  | Tarek Fatah                                                           | Chasing a Mirage: The Tragic Illusion of an Islamic State                                                       |       |
| 2008  | Bruce Little                                                          | Fixing the Future: How Canada's Usually Fractious Governments Worked Together to Rescue the Canada Pension Plan |       |
| 2008  | Andrew Sancton                                                        | The Limits of Boundaries: Why City-regions Cannot be Self-governing                                             |       |
| 2008  | Frances Widdowson                                                     | Disrobing the Aboriginal Industry: The Deception Behind Indigenous Cultural Preservation                        |       |
| 2009  | Brian Bow                                                             | The Politics of Linkage: Power, Interdependence and Ideas in Canada–US Relations                                |       |
| 2009  | Michael Byers                                                         | Who Owns the Arctic? Understanding Sovereignty Disputes in the North                                            |       |
| 2009  | Larry Campbell, Neil Boyd, Lori Culbert                               | A Thousand Dreams: Vancouver's Downtown Eastside and the Fight for Its Future                                   |       |
| 2009  | Evan H. Potter                                                        | Branding Canada: Projecting Canada's Soft Power through Public Diplomacy                                        |       |
| 2010  | Doug Saunders                                                         | Arrival City: The Final Migration and Our Next World                                                            |       |
| 2010  | Pamela Blais                                                          | Perverse Cities: Hidden Subsidies, Wonky Policy, and Urban Sprawl                                               |       |
| 2010  | Tom Flanagan, Christopher Alcantara, André Le Dressay                 | Beyond the Indian Act: Restoring Aboriginal Property Rights                                                     |       |
| 2010  | Robert Lacroix, Louis Maheu                                           | Le CHUM: une tragédie québécoise                                                                                |       |
| 2010  | Harry Swain                                                           | Oka: A Political Crisis and Its Legacy                                                                          |       |
| 2011  | Peter Aucoin, Mark D. Jarvis, Lori Turnbull                           | Democratizing the Constitution                                                                                  | [ 4 ] |
| 2011  | Charles M. Beach, Alan G. Green, Christopher Worswick                 | Toward Improving Canada's Skilled Immigration Policy: An Evaluation Approach                                    | [ 5 ] |
| 2011  | Ruth B. Phillips                                                      | Museum Pieces: Toward the Indigenization of Canadian Museums                                                    | [ 5 ] |
| 2011  | Neil Seeman, Patrick Luciani                                          | XXL: Obesity and the Limits of Shame                                                                            | [ 5 ] |
| 2012  | Jeffrey Simpson                                                       | Chronic Condition: Why Canada’s Health Care System Needs to be Dragged into the 21st Century                    |       |
| 2012  | Claude Castonguay                                                     | Santé: l'heure des choix                                                                                        |       |
| 2012  | Jennifer Clapp                                                        | Hunger in the Balance: The New Politics of International Food Aid                                               |       |
| 2012  | Mary Janigan                                                          | Let the Eastern Bastards Freeze in the Dark: The West Versus the Rest Since Confederation                       |       |
| 2013  | Michael Byers                                                         | International Law and the Arctic                                                                                |       |
| 2013  | Miranda Campbell                                                      | Out of the Basement: Youth Cultural Production in Practice and in Policy                                        |       |
| 2013  | Ron Ellis                                                             | Unjust by Design: Canada's Administrative Justice System                                                        |       |
| 2013  | Jim Leech, Jacquie McNish                                             | The Third Rail: Confronting Our Pension Failures                                                                |       |
| 2013  | Gregory Taylor                                                        | Shut Off: The Canadian Digital Television Transition                                                            |       |
| 2014  | Michael J. Trebilcock                                                 | Dealing With Losers: The Political Economy of Policy Transitions                                                |       |
| 2014  | Marcel Boyer, Nathalie Elgrably-Lévy                                  | Reinventer le Québec: Douze chantiers à entreprendre                                                            |       |
| 2014  | Derek H. Burney, Fen Osler Hampson                                    | Brave New Canada: Meeting the Challenge of a Changing World                                                     |       |
| 2014  | Joseph Heath                                                          | Enlightenment 2.0: Restoring Sanity to Our Politics, Our Economy, and Our Lives                                 |       |
| 2015  | Donald J. Savoie                                                      | What Is Government Good At? A Canadian Answer                                                                   |       |
| 2015  | Marq de Villiers                                                      | Back to the Well                                                                                                |       |
| 2015  | Robert Lacroix, Louis Maheu                                           | Leading Research Universities in a Competitive World                                                            |       |
| 2015  | David Mulroney                                                        | Middle Power, Middle Kingdom                                                                                    |       |
| 2015  | Greg Poelzer, Ken Coates                                              | From Treaty Peoples to Treaty Nation: A Road Map for All Canadians                                              |       |
| 2016  | Alex Marland                                                          | Brand Command: Canadian Politics and Democracy in the Age of Message Control                                    |       |
| 2016  | Yves Couturier, Lucie Bonin, Louise Belzile                           | L'intégration des services en santé: Une approche populationnelle                                               |       |
| 2016  | Juliet Johnson                                                        | Priests of Prosperity: How Central Bankers Transformed the Postcommunist World                                  |       |
| 2016  | Daniel Levitin                                                        | A Field Guide to Lies: Critical Thinking in the Information Age                                                 |       |
| 2016  | Sandra Martin                                                         | A Good Death: Making the Most of Our Final Choices                                                              |       |
| 2017  | Patricia Meredith, James L. Darroch                                   | Stumbling Giants: Transforming Canada's Banks for the Information Age                                           |       |
| 2017  | Frédéric Bérard                                                       | Charte canadienne et droits linguistiques: Pour en finir avec les mythes                                        |       |
| 2017  | Kelly Gallagher-Mackay, Nancy Steinhauer                              | Pushing the Limits: How Schools Can Prepare our Children Today for the Challenges of Tomorrow                   |       |
| 2017  | Joshua Newman                                                         | Governing Public-Private Partnerships                                                                           |       |
| 2017  | Kevin Quigley, Ben Bisset, Bryan Mills                                | Too Critical to Fail: How Canada Manages Threats to Critical Infrastructure                                     |       |
| 2018  | Thomas J. Courchene                                                   | Indigenous Nationals, Canadian Citizens: From First Contact to Canada 150 and Beyond                            |       |
| 2018  | Pierre Desrochers, Joanna Szurmak                                     | Population Bombed! Exploding the Link Between Overpopulation and Climate Change                                 |       |
| 2018  | Evelyn L. Forget                                                      | Basic Income for Canadians: The Key to a Healthier, Happier and More Secure Life for All                        |       |
| 2018  | Peter MacKinnon                                                       | University Commons Divided: Exploring Debate and Dissent on Campus                                              |       |
| 2018  | Alok Mukherjee, Tim Harper                                            | Excessive Force: Toronto's Fight to Reform City Policing                                                        |       |
| 2019  | Dennis McConaghy                                                      | Breakdown: The Pipeline Debate and the Threat to Canada’s Future                                                | [ 6 ] |
| 2019  | Darrell Bricker, John Ibbitson                                        | Empty Planet | [ 6 ] |
| 2019  | Wendy Dobson                                                          | Living with China                                                                                               | [ 6 ] |
| 2019  | Tom Flanagan                                                          | The Wealth of First Nations                                                                                     | [ 6 ] |
| 2019  | Richard Stursberg, Stephen Armstrong                                  | The Tangled Garden                                                                                              | [ 6 ] |
| 2020  | Joseph Heath                                                          | The Machinery of Government: Public Administration and the Liberal State                                        | [ 7 ] |
| 2020  | Maurice Cusson                                                        | Sécurité, liberté et criminalité                                                                                | [ 7 ] |
| 2020  | Ronald Deibert                                                        | Reset: Reclaiming the Internet for Civil Society                                                                | [ 7 ] |
| 2020  | Mark Jaccard                                                          | The Citizen’s Guide to Climate Success: Overcoming Myths that Hinder Progress                                   | [ 7 ] |
| 2020  | Brodie Ramin                                                          | The Age of Fentanyl: Ending the Opioid Epidemic                                                                 | [ 7 ] |
| 2021  | Dan Breznitz                                                          | Innovation in Real Places: Strategies for Prosperity in an Unforgiving World                                    |       |
| 2021  | Mark Carney                                                           | Value(s): Building a Better World for All                                                                       |       |
| 2021  | Stephanie Carvin                                                      | Stand on Guard                                                                                                  |       |
| 2021  | Carole Anne Hilton                                                    | Indigenomics: Taking a Seat at the Economic Table                                                               |       |
| 2021  | André Picard                                                          | Neglected No More: The Urgent Need to Improve the Lives of Canada's Elders in the Wake of a Pandemic            |       |
| 2022  | Ryan Manucha                                                          | Booze, Cigarettes and Constitutional Dust-Ups: Canada’s Quest for Interprovincial Free Trade                    |       |
| 2022  | Joseph Heath                                                          | Cooperation and Social Justice                                                                                  |       |
| 2022  | John Lorinc                                                           | Dream States: Smart Cities, Technology, and the Pursuit of Urban Utopias                                        |       |
| 2022  | Stephen Poloz                                                         | The Next Age of Uncertainty: How the World Can Adapt to a Riskier Future                                        |       |
| 2022  | Kent Roach                                                            | Canadian Policing: Why and How It Must Change                                                                   |       |